# 女人連線反性騷擾大遊行
女人連線反性騷擾大遊行全名為「522女人連線反性騷擾大遊行」，發生時間於1994年5月22日，由婦女新知基金會、台灣女性學學會（女學會）、各大專院校女研社等多名女權團體共同發起，台灣本土女同志團體我們之間與亞洲同志聯盟也發表聲明支持、一同上街參與遊行，是台灣第一次女性上街反抗性騷擾，對後續《性騷擾防治法》之立法有很大的影響。

## 事由
1990年代，台灣爆發許多性騷擾事件，師大校園性騷擾案成為此遊行的主因。1994年3月16日晚上，國立臺灣師範大學一名遭受教授強暴的女學生，為了提醒其他女生不要受害，在校園內進行噴漆；過程遭到校方發現後，3月19日登上《中國時報》報導。

## 前身
1990年，國立清華大學餐廳廁所，一名女助教遭到強暴未遂。1990年4月，國立清華大學圖書館，一名男子對女學生襲胸。因此，同年清大女研社帶頭發起「小紅帽運動」，抗議性騷擾與性侵犯。

## 法律途徑
1989年5月，高雄市美德船務代理公司會計羅玉娥遭受該公司徐姓經理以言語與肢體性騷擾，當時尚未有《性騷擾防治法》，羅玉娥勇敢提出告訴，成為台灣首起性騷擾官司。

## 八大訴求
- 出事校方應切實懲處失職人員。
- 教育部長郭為藩言語失當，應下臺以示負責。
- 制訂性騷擾防治處理法、並在校務會議下設立兩性平等專責機構。
- 廢除軍護系統，輔導體系專業化。
- 廣開兩性平等課程。
- 建立由女學生參與規劃的校園安全系統。
- 將強暴改為公訴罪。
- 儘速通過男女工作平等法。

## 其他訴求
性權人士何春蕤在宣傳車高舉「我要性高潮，不要性騷擾」（部份新聞媒體誤報為「不要性騷擾，只要性高潮」），引起媒體關注，轟動一時；完整口號為「我要性高潮，不要性騷擾；你再性騷擾，我就動剪刀，把你剪光光」。何春蕤表示，反性騷擾不等於主張性壓抑，女人也可以有性需求，女人不該只是被動的一方。